# Minore (algebra lineare)
In matematica, in particolare in algebra lineare, un minore di una matrice {\displaystyle A} è il determinante di una matrice quadrata ottenibile da {\displaystyle A} eliminando alcune righe e/o colonne di {\displaystyle A}.
I minori sono uno strumento utile per calcolare il rango di una matrice, e quindi per risolvere i sistemi lineari.

## Definizione
Una sottomatrice di una matrice {\displaystyle A_{n\times m}}, con {\displaystyle n} e {\displaystyle m} interi non negativi, è una matrice {\displaystyle B_{r\times s}}, con {\displaystyle r} e {\displaystyle s} interi tali che {\displaystyle 0\leq r\leq n} e {\displaystyle 0\leq s\leq m}, ottenuta da {\displaystyle A} rimuovendo {\displaystyle n-r} righe e {\displaystyle m-s} colonne.
Un minore è il determinante di una sottomatrice (quadrata, cioè con {\displaystyle r=s}). Il numero {\displaystyle r} è definito ordine del minore.
Un minore complementare è un minore di {\displaystyle A} ottenuto togliendo una sola riga e una sola colonna da {\displaystyle A}. Si nota subito che i minori complementari sono definiti solo per matrici {\displaystyle A} quadrate, altrimenti la matrice risultante non sarebbe più quadrata e non se ne potrebbe calcolare il determinante. Il minore complementare rispetto all'elemento {\displaystyle a_{ij}} di una matrice quadrata {\displaystyle A} si ottiene togliendo l'{\displaystyle i}-esima riga e la {\displaystyle j}-esima colonna e si indica con {\displaystyle A(i,j)} o con {\displaystyle A_{ij}}. Se il minore complementare {\displaystyle A(i,j)} viene considerato con il segno {\displaystyle (-1)^{i+j}} esso è detto complemento algebrico o cofattore di {\displaystyle a_{ij}}.
Talvolta con "minore" si intende "sottomatrice quadrata", ma questo uso è meno comune e alcuni risultati potrebbero dover essere enunciati in modo differente. Qui e nel seguito si userà la definizione di minore come determinante.
Sia {\displaystyle A} una matrice {\displaystyle m\times n} e siano {\displaystyle I} un sottoinsieme di {\displaystyle \{1,\dots ,m\}} con {\displaystyle k} elementi e {\displaystyle J} un sottoinsieme di {\displaystyle \{1,\dots ,n\}} con {\displaystyle k} elementi. Indicando con {\displaystyle [A]_{I,J}} il minore {\displaystyle k\times k} di {\displaystyle A} che corrisponde alle righe con indice in {\displaystyle I} e colonne con indice in {\displaystyle J}:
- Se {\displaystyle I=J} allora {\displaystyle [A]_{I,J}} è detto minore principale (o dominante).
- Se si prendono ordinatamente le prime {\displaystyle r} righe e {\displaystyle r} colonne allora il minore principale è detto minore principale di guida (o minore principale di testa o minore nord-ovest). Un minore principale di guida, quindi, è un minore ottenuto togliendo le ultime {\displaystyle n-r} righe e colonne. Per una matrice quadrata {\displaystyle n\times n} vi sono {\displaystyle n} minori principali di guida.
- Per una matrice hermitiana i minori principali di guida possono essere usati per verificare se la matrice è una matrice definita positiva; si veda ad esempio il criterio di Sylvester.

## Proprietà
Il rango di una matrice {\displaystyle A_{m\times n}} è uguale al massimo ordine di un minore non nullo di {\displaystyle A_{m\times n}}. Questo risultato fornisce uno strumento frequentemente utilizzato nel calcolo del rango di una matrice, ma non è molto efficiente per matrici con elevato numero di righe e/o colonne.
La matrice dei cofattori è un'importante matrice associata ad una matrice quadrata ed è definita a partire dai suoi minori complementari.
Data una matrice ad elementi reali {\displaystyle m\times n} e rango {\displaystyle r}, allora esiste almeno un minore di ordine {\displaystyle r} non nullo e tutti i minori di ordine maggiore sono nulli.

## Esempio
Si consideri la matrice {\displaystyle A_{3\times 4}}:
{\displaystyle A_{3\times 4}={\begin{bmatrix}2&-1&5&9\\-12&3&2&0\\1&-1&9&8\end{bmatrix}}}
Allora alcune delle sue sottomatrici sono:
{\displaystyle B_{1\times 1}={\begin{bmatrix}-12\end{bmatrix}}}
{\displaystyle C_{2\times 3}={\begin{bmatrix}2&-1&9\\-12&3&0\end{bmatrix}}}
{\displaystyle D_{3\times 2}={\begin{bmatrix}-1&9\\3&0\\-1&8\end{bmatrix}}}
{\displaystyle E_{3\times 1}={\begin{bmatrix}5\\2\\9\end{bmatrix}}}
{\displaystyle F_{1\times 4}={\begin{bmatrix}-12&3&2&0\end{bmatrix}}}
I minori di ordine {\displaystyle r=3} sono:
{\displaystyle \det {\begin{bmatrix}2&-1&5\\-12&3&2\\1&-1&9\end{bmatrix}}=-7\quad ,\quad \det {\begin{bmatrix}2&-1&9\\-12&3&0\\1&-1&8\end{bmatrix}}=33\quad ,\quad \det {\begin{bmatrix}2&5&9\\-12&2&0\\1&9&8\end{bmatrix}}=-478\quad ,\quad \det {\begin{bmatrix}-1&5&9\\3&2&0\\-1&9&8\end{bmatrix}}=125}
Alcuni dei minori di ordine {\displaystyle r=2} sono:
{\displaystyle \det {\begin{bmatrix}2&-1\\-12&3\end{bmatrix}}=-6\quad ,\quad \det {\begin{bmatrix}2&5\\-12&2\end{bmatrix}}=64\quad ,\quad \det {\begin{bmatrix}-12&3\\1&-1\end{bmatrix}}=9\quad ,\quad \det {\begin{bmatrix}3&0\\-1&8\end{bmatrix}}=24\dots }
Infine i minori di ordine {\displaystyle r=1}:
{\displaystyle \det {\begin{bmatrix}2\end{bmatrix}}=2\quad ,\quad \det {\begin{bmatrix}-1\end{bmatrix}}=-1\quad ,\quad \det {\begin{bmatrix}5\end{bmatrix}}=5\quad ,\quad \det {\begin{bmatrix}9\end{bmatrix}}=9\quad ,\quad \det {\begin{bmatrix}-12\end{bmatrix}}=-12\quad ,\quad \det {\begin{bmatrix}3\end{bmatrix}}=3\quad ,\quad \det {\begin{bmatrix}0\end{bmatrix}}=0\quad ,\quad \det {\begin{bmatrix}1\end{bmatrix}}=1\quad ,\quad \det {\begin{bmatrix}8\end{bmatrix}}=8}